# María Stella Flores Barroeta
María Stella Flores Barroeta (Xalapa, Veracruz, 1921-2001) fue una arquitecta mexicana perteneciente a la generación de las pioneras. Es conocida como la única arquitecta que participó en el proyecto de Ciudad Universitaria. De igual manera, formó parte de los equipos de trabajo que realizaron obras de la época como el Conjunto Urbano Presidente Alemán y el Centro Médico Nacional Siglo XXI.

## Biografía
Desde pequeña mostró interés en las actividades relacionadas con la construcción, por lo que decidió ingresar a la carrera de arquitectura en la Escuela Nacional de Arquitectura, hoy conocida como Antigua Academia de San Carlos en 1939. Fue la sexta arquitecta en graduarse en la Ciudad de México y la séptima a nivel nacional. Cuando terminó de cursar el primer semestre de la carrera, decidió viajar al extranjero para continuar sus estudios de licenciatura. Unos meses después, regresó y se reincorporó a las aulas en 1940.
En 1948 obtuvo su título como arquitecta con la tesis “Una clínica del IMSS”, en donde, contribuyó a resolver las necesidades espaciales de estas unidades médicas, proponiendo un programa arquitectónico que probablemente influyó en el modelo de Unidades de Medicina Familiar del IMSS.
María no fue la primera arquitecta en recibirse por la Facultad de Arquitectura, la precedieron María Luisa Dehesa en 1939, Sergia Canut de Arévalo en 1943, María Elena de Palacio de la Vega en 1945 y el 7 de noviembre de ese mismo año, María de los Ángeles Puente Cermeño. Sin embargo, perteneció a aquella primera generación de mujeres que incursionaron en el mundo de la arquitectura de la primera mitad del siglo XX dejando huella en las edificaciones de ese periodo.

## Trayectoria

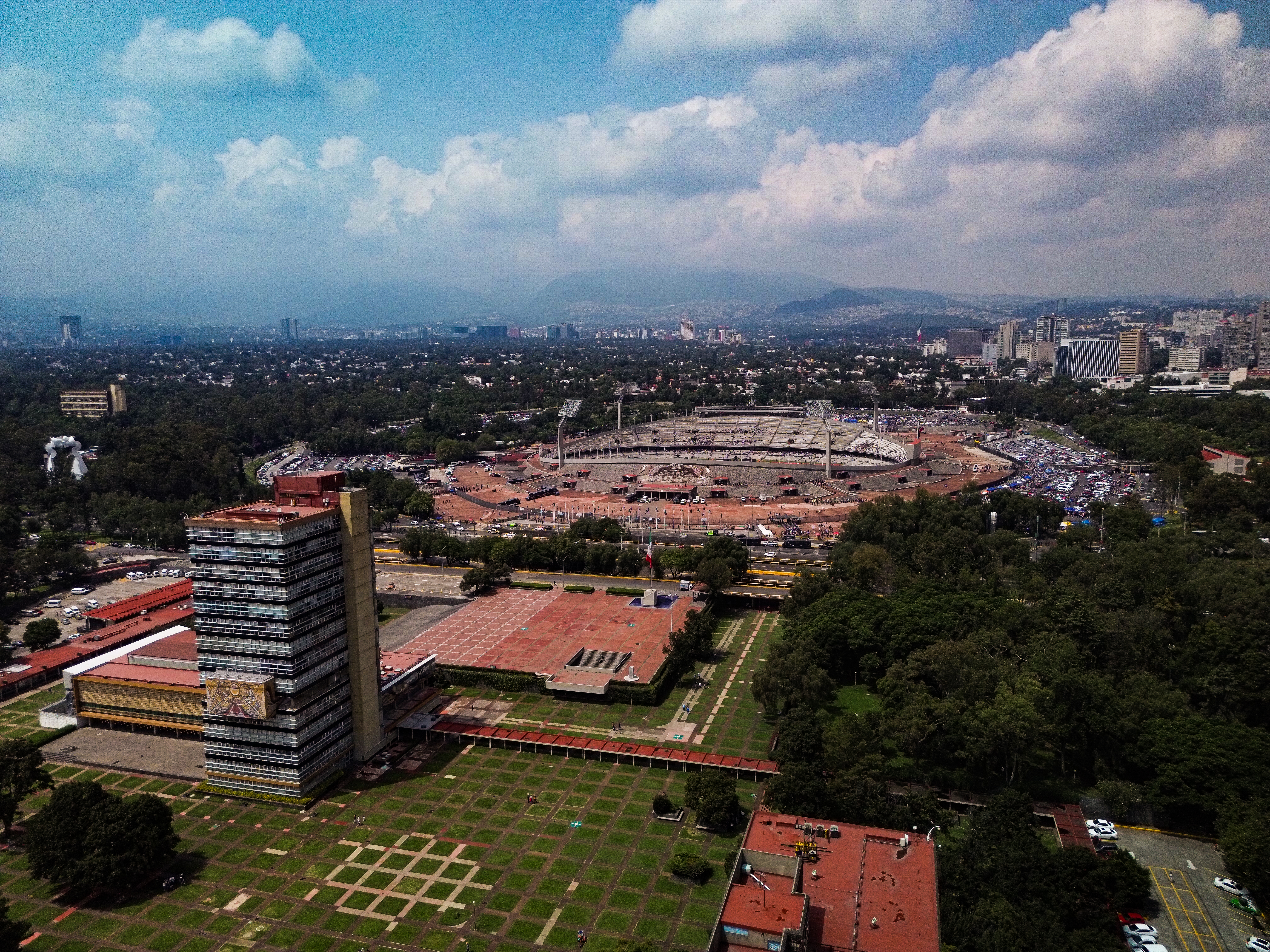
Torre de Rectoría y Estadio Olímpico Universitario de la Universidad Nacional Autónoma de México

Fue reconocida entre el gremio de arquitectos y llamada a colaborar en proyectos como el Multifamiliar Presidente Alemán (Centro Urbano Presidente Alemán CUPA) en donde realizó el edificio de Administración y Correos en 1949, solo un año después de haberse graduado. Este proyecto estuvo a cargo de Mario Pani, pero el arquitecto que llamaría María Stella sería el también arquitecto Salvador Ortega.
Debido al trabajo realizado por la arquitecta, Mario Pani la volvió a buscar para colaborar en otra de sus obras como el campus central de la UNAM en Ciudad de México.
Participó como jefa del taller del proyecto de conjunto en el proyecto y la construcción de Ciudad Universitaria; realizó aportaciones a nivel conceptual y de diseño que proponían la interacción de un espacio con otro, planteó cómo se ordenaron los edificios y estableció una visión de conjunto para el sistema vial de CU. Fue la encargada del diseño de los edificios que conforman las facultades de Filosofía y Letras, Derecho y Economía.
Cabe mencionar que en el contexto de la década de los años cincuenta, en el que las mujeres apenas incursionaban en el ámbito laboral, no es menor el hecho de que María Stella pudiera coordinar a los más de 50 arquitectos que participaron en la edificación de CU y que también participara en otros equipos de trabajo importantes.  
El arquitecto Enrique Yáñez la invitó a colaborar en el Conjunto del Centro Médico Nacional Siglo XXI, en el que se encargó del proyecto y dirección del edificio para habitaciones de médicos internos y enfermeras, único inmueble que sobrevivió al terremoto de 1985 pero que después fue demolido.
Años más tarde, Mario Pani la volvió a llamar y participó en el proyecto del Conjunto Urbano Presidente López Mateos, obra en donde además de la arquitecta, también participó Aurora García Muñoz con el diseño de cocinas integrales incluidas en los departamentos del conjunto.
Su actividad profesional también abarcó la docencia, como maestra en la Escuela Nacional de Arquitectura y de historia del arte en colegios particulares. Tuvo presencia en el ámbito gremial, al crear y dirigir la primera Asociación de Arquitectas en México a finales de 1960. 

## Principales obras
- Ciudad Universitaria (Jefa del taller del proyecto de conjunto).
- Centro Médico Nacional Siglo XXI (Directora del proyecto del edificio para Habitaciones de Médicos Internos y Enfermeras).
- Multifamiliar Presidente Alemán (colaboradora).
- Conjunto Urbano Nonoalco Tlatelolco (colaboradora).